# Международный день защиты секс-работников от насилия и жестокости

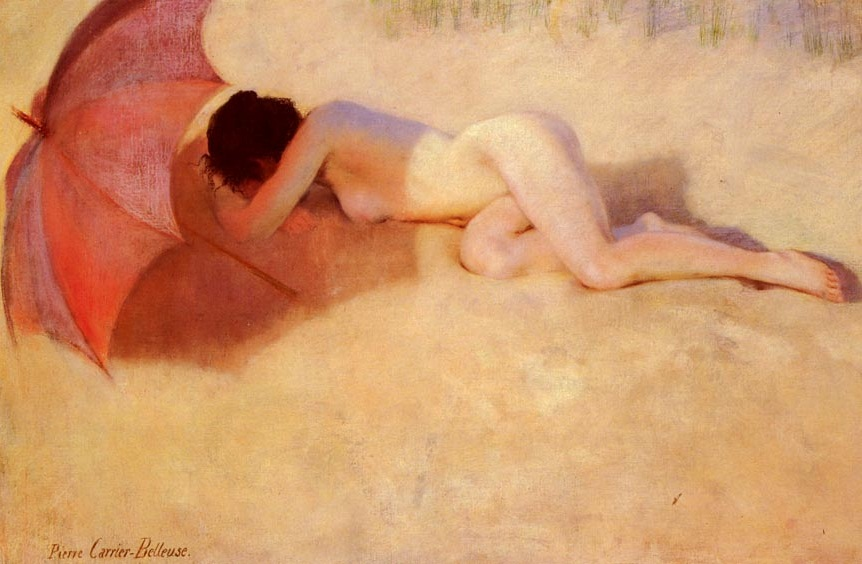
Красный зонт — символ Международного дня защиты секс-работников от насилия и жестокости

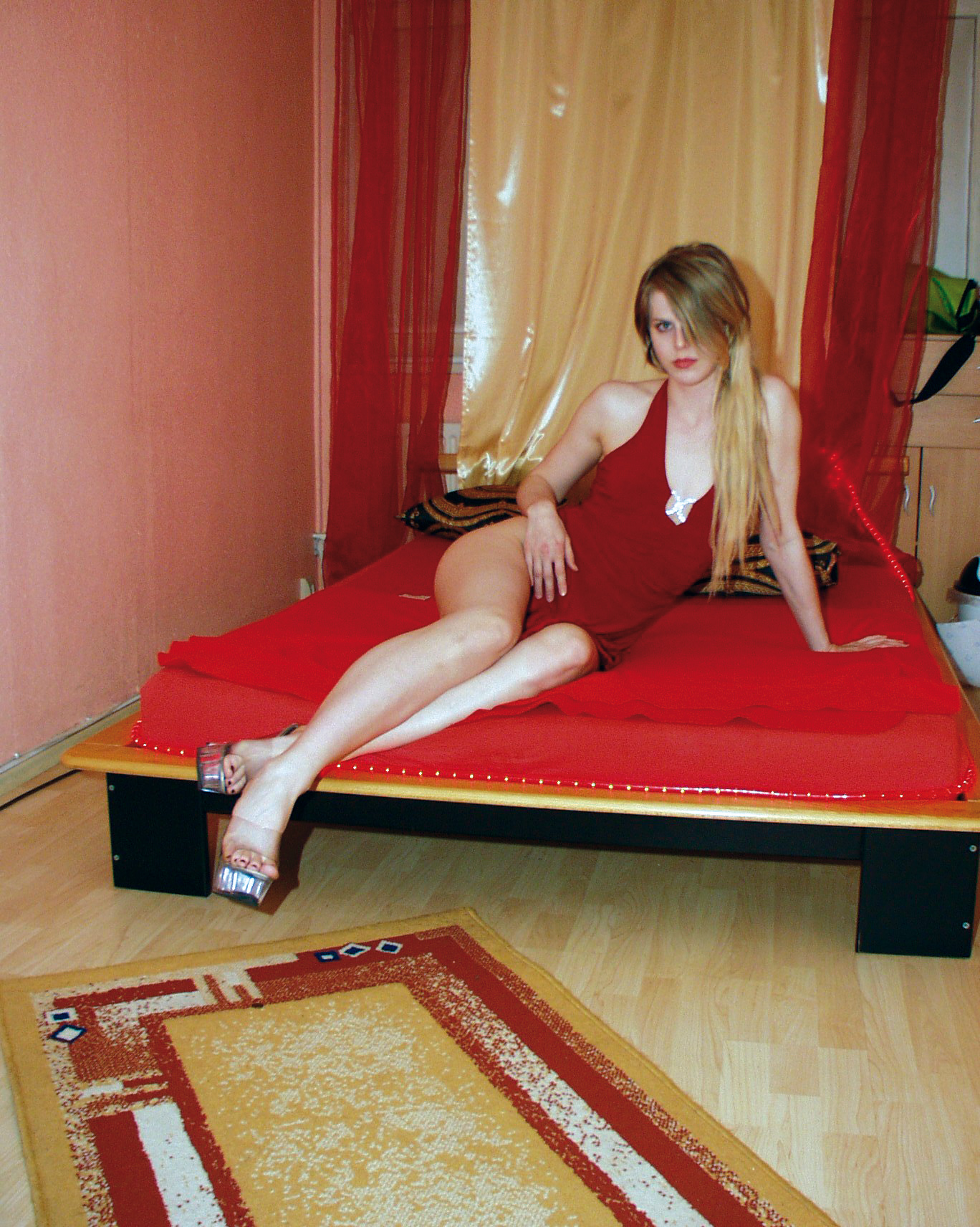
Немецкая проститутка

Междунаро́дный день защи́ты секс-рабо́тников от наси́лия и жесто́кости (англ. International Day to End Violence Against Sex Workers) призван обратить внимание общества на проблемы, связанные с жестокостью и насилием, которым нередко подвергаются работники сферы сексуальных услуг (проститутки и не только). Эта дата отмечается по всему миру ежегодно 17 декабря.

## История и празднование
«День защиты секс-работников от насилия и жестокости» был предложен в пост-советском регионе международной организацией, именующей себя «Сетью организаций по защите прав работников сферы сексуальных услуг» — Sex Workers’ Rights Advocacy Network (SWAN). Впервые день отмечался в 2003 году. Изначально эта дата была предложена Энни Спринкл (проституткой, порно-звездой, ставшей сексологом) и американским аутрич-проектом секс-работников Sex Workers Outreach Project USA (SWOP) как день бдения и поминовения жертв убийцы с Грин-Ривер в Сиэтле, штат Вашингтон. Международный День защиты секс-работников от насилия и жестокости дал секс-работникам стимул во всем мире собраться вместе и организоваться против дискриминации и помянуть жертв насилия.
В 2001 году в итальянском городе Венеция состоялся Первый всемирный конгресс работников, занятых в сфере сексуальных услуг. На этот конгресс прибыли представители США, Италии, Германии, Вьетнама, Таиланда, Камбоджи и некоторых других стран. Делегаты, собравшиеся на этом конгрессе, рассказывали о проблемах, с которыми сталкиваются работники этой сферы, и пытались найти пути их решения.
Тогда же представительницы древнейшей профессии прошлись по улицам города с красными зонтами, привлекая внимание венецианцев и всей мировой общественности к проблемам нарушения прав человека. Работники этой сферы слишком часто становятся жертвами преступлений со стороны сутенёров и клиентов, зачастую при полном попустительстве властей, а в отдельных случаях и под «крышей» правоохранительных органов.
Общество часто также равнодушно взирает на насилие, совершаемое в отношении секс-работников. Безразличие к проблемам работников этой сферы вызвано своеобразной философией «они сами выбрали свою судьбу и получили по заслугам». Примером подобного ханжеского мировоззрения в России, можно привести некоторые высказывания на интернет-порталах даже после пожара в клубе Перми, суть которых сводилась к тому, что «нормальные люди по ночным клубам не ходят».
В Европейском союзе Международный комитет по правам секс-работников, начиная с 2005 года, стал использовать красный зонтик как символ сопротивления дискриминации секс-работников. Шествия сродни венецианскому стали традиционными и получили название «Марш красных зонтов».
С недавнего времени эту дату отмечают и на постсоветском пространстве.